# تشارلز بيرك
تشارلز بيرك (بالإنجليزية: Charles Burke) هو عسكري جنوب أفريقي، ولد في 1881 في أرماه في المملكة المتحدة، وتوفي في 9 أبريل 1917 في أراس في فرنسا.